# グリオン-ロシェ・ド・ネー鉄道H2/3 1-6形蒸気機関車

グリオン-ロシェ・ド・ネー鉄道H2/3 3号機による旅客列車、1905年頃

除雪列車に使用されるH2/3 1^{I}-6形、1905年年頃

グリオン-ロシェ・ド・ネー鉄道H2/3 1I-6形蒸気機関車（ぐりおん-ろしぇ・ど・ねーてつどうH2/3 1I-6がたじょうききかんしゃ）は、スイス西部の私鉄で、現在はモントルー-ヴヴェ-リヴィエラ交通（Transports Montreux-Vevey-Riviera (MVR)）となっているグリオン-ロシェ・ド・ネー鉄道（Chemin de fer Glion-Rochers-de-Naye(GN)）で使用されていた山岳鉄道用ラック式蒸気機関車である。なお、本形式はスイスの古い形式称号に則ったII/3 H形の1I-6号機として製造されたものであるが、その後の称号改正によりH2/3 1I-6形となったものである。

## 概要
スイス西部レマン湖畔のモントルーから標高2042mのロシェ・ド・ネー山の山頂近くまで登る800mm軌間、ラック式の登山鉄道であるモント ルー-ヴヴェ-リヴィエラ交通の通称モントルー-テリテ-グリオン-ロシェ・ド・ネー線は、山頂側のグリオン - ロシェ・ド・ネー間がレマン湖畔のテリテからのケーブルカーに接続する形でグリオン-ロシェ・ド・ネー鉄道によって1892年に開業し、モントルー - グリオン間はその後モントルー-グリオン鉄道という別の鉄道会社によって1909年に開業しており、前者が蒸気機関車牽引の列車で、後者は直流850V電化で電気機関車牽引の列車により運行されていた。
本形式はグリオン-ロシェ・ド・ネー鉄道が開業に際してII/3 H形の1I-6号機として6機を導入したSLM製のラック式蒸気機関車であり、その後の称号改正によりH2/3形の1I-6号機となっている。SLM社は当時の蒸気機関車メーカーとしては後発であったが、1873年に最初のラック式蒸気機関車をオーストリアのカーレンベルク鉄道向けに製造して以降、ラック式の蒸気機関車の製造を得意として世界的に多くのシェアを占めるよう になっており、その後1970年頃の統計では世界のラック式蒸気機関車の33%が同社製となっている。同様にスイス国内においてもラック式の蒸気機関車はその多くがSLMで製造されていたが、同社の小型登山鉄道用蒸気機関車はある程度シリーズ化されており、本形式もSLMのII/3 H形の第1シリーズの1機種として製造されている。このシリーズはラック式専用のもので、スイス南部のモンテ・ゼネロッソ鉄道のII/3 H形1-6号機として1890年に導入された機体をベースとして、スイスおよびフランスの計6鉄道に導入されているもので、これらの鉄道は220-250パーミルの上り片方向の勾配の路線であったため、II/3 H形の第1シリーズは最急勾配の約1/2である120パーミルの上り勾配でボイラーおよび運転室が水平となるよう前傾した構造となっているほか、1870年代以降路面機関車に採用されていたブラウン式弁装置を装備して機体を小型にまとめている。また、本シリーズはSLM製としては同年製のフィスプ・ツェルマット鉄道のHG2/3 形とともに従来の機体では1軸のみの装備であったラック用ピニオンを初めて2軸装備したことも特徴となっている。なお、それぞれの機番とSLM製番、製造年、機体名は下記のとおりである。
- 1I - 693 - 1891年 - Montreux
- 2 - 694 - 1891年 - Lausanne
- 3 - 721 - 1892年 - Vevey
- 4 - 722 - 1892年 - Jaman
- 5 - 723 - 1892年 - Glion
- 6 - 724 - 1892年 - Naye

## 仕様

### 車体
- 外観は前傾したボイラーに2軸ピニオン軸および支持輪と従輪を車軸配置2zz'1に配置し、ボイラー横にシリンダを配置しているもので、煙室扉周りや運転室周りを始め、全体にシンプルなデザインのスイス製蒸気機関車の標準的なスタイルである。ボイラーおよび運転室、シリンダーが120パーミルの勾配で前傾しており、支持輪、従輪ほか走行装置が水平となっているため、台枠は台形をしているが、ボイラーなどと同様に台枠の補強や軸箱守、ブレーキシリンダなど多くの台枠装備品は120パーミル前傾しており、支持輪、従輪をはじめ、ブレーキ引張棒、連結器や緩衝器などがレール面と平行となっている。
- 正面は煙室扉上部と端梁上部の左右の3箇所に、背面には運転室背面に4か所の丸型の引掛式の前照灯および標識灯が設置できるようになっていたが、列車の中間に入る機関車正面には通常は灯具類は装備されていなかった。連結器はフック式の簡易なもので、正面端梁の中央に丸型の緩衝器とその上部に横棒状のフック受けが設置されている。

### 走行装置
- ボイラーは全伝熱面積が36.5m2小煙管本数156本、蒸気圧力14kg/cm2、内径900mm、火室長876mm、煙管長1920mmの飽和蒸気式である。火室は平坦線走行時（ボイラーが120パーミル前傾時）に天板がボイラー水面上に出て空焚きとなることを防ぐための上部に後方へボイラーに対して120パーミルの傾斜がつけられてレール面と平行となっているほか、240パーミルの上り勾配時でも煙管がほぼ全て水面下となるように設定されている。また、シリンダーがボイラー横部に設置されており、加減弁からの蒸気は蒸気ドームからボイラー外を経由してシリンダーへ至る構造となっており、後年過熱式ボイラーを搭載した機体においても同様に、加減弁から一旦ボイラー外を経由して煙突後部からボイラー内の過熱管に戻り、そこから再度ボイラー外に出てシリンダーへ至る構造となっている。なお、他鉄道のII/3 H形第1シリーズの機体と同様に一部の機体がボイラーを過熱式に変更しており、6号機が1912年、4、5号機が1914年、2号機が1916年にそれぞれ改造を実施して、過熱面積7.00m2、全伝熱面積43.5m2となっている。
- 走行装置はピニオン駆動用に2シリンダ単式でブラウン式[7]弁装置の駆動装置を装備している。ブラウン式弁装置は基本的にはジョイ式弁装置などと同種のものであるが、シリンダを台枠上の動輪上部のボイラー横に配置して、レバーを介して駆動力を動輪の位置まで下げて伝達する方式である。この方式はシリンダが動輪の前部にないために機関車全長を小さくすることでき、かつ全幅も抑えることができることと、軌道面近くの障害物がシリンダに衝突することを避けることができること、シリンダが高い位置にあるため摺動部への給油作業がやりやすいことなどの特徴があり、SLM製の路面機関車に広く採用されていた方式である。本形式では径300mm/行程550mmのシリンダをボイラーの両脇の台枠上に装備し、機関車前方に向いたピストン棒から機関車前部に設置されたレバーに駆動力が伝達され、そこで機関車後方に向きを変えてテコ比1.4で主連棒に伝達されて第1ピニオン軸に、そこから連結棒で第2ピニオン軸に伝達する形態となっている。
- 台枠に設置された2軸のピニオン軸にはピニオン軸とは独立して回転する支持輪が軌間800mmで配置され、これと1軸従台車とを合わせて車軸配置は2zz'1となっている[8]。ラック方式はラックレール2条のアプト式でピニオン有効径は573mmの2枚組でブレーキドラムを併設したもの、支持輪径は653mm、従輪径は520mm、台枠は鋼板による外側台枠式の板台枠である。
- 石炭の積載量は0.55t、水積載容量は1.2m3で、水タンクはサイドタンク式である。
- ブレーキ装置は、ピニオンに併設されたブレーキ用ドラムに作用するバンド式ブレーキ装置が設置されるほか、反圧ブレーキを装備している。

### 主要諸元
- 軌間：800mm
- 方式：2シリンダ、飽和蒸気式タンク機関車（一部は後に過熱蒸気式に改造）
- 軸配置：2zz'1
- 最大寸法：全長6100mm、全幅1920mm、全高3100mm
- 機関車全軸距：3000mm
- 固定軸距：1410mm
- 支持輪径：653mm
- 従輪径：520mm
- ピニオン有効径：573mm
- 自重：13.0t
- 運転整備重量：16.5t
- ボイラー
  - 火格子面積/過熱面積/全伝熱面積：0.67m2/-m2/36.5m2（飽和式）、0.67m2/7.00m2/43.5m2（過熱式改造後）
  - 煙管本数：156本
  - 内径：900mm（缶胴厚12mm）
  - 煙管長：1920mm
  - 使用圧力：14kg/cm2
- シリンダ
  - 径：300mm
  - ストローク；550mm
  - テコ比：1.4
- 弁装置：ブラウン式
- 出力：170kW
- 牽引力
  - 牽引力：55.9kN
  - 牽引トン数：11t[9]（220パーミル）
- 最高速度：9km/h[10]
- 水搭載量：1m&sup3 （ボイラー内）、1.2m&sup3（水タンク内）
- 石炭搭載量：0.55t

## 運行・廃車・譲渡
- 製造後はグリオン-ロシェ・ド・ネー鉄道の全線で運用されていたが、この鉄道はスイス国鉄の主要幹線ローザンヌ - ブリーク線のテリテからのケーブルカーであるテリテ-グリオン鋼索鉄道[11] に接続するグリオンから標高2042mのロシェ・ド・ネー山の山頂近くのロシェ・ド・ネー に至る全長7.63km、標高689-1973m、最急勾配220パーミルの山岳路線であった。ラック方式はラックレールが2条のアプト式で、ピッチ120mm、歯末たけ15mm、歯先レール面上高50mm、歯厚25mmとなっている。
- グリオン-ロシェ・ド・ネー鉄道開業時に用意された機材は以下の通りで、客車と貨車はその後増備され、蒸気機関車も1903、09年にH2/3 7-8形が増備されている。列車は本形式が客車1両もしくは客車1両と無蓋車1両での編成が基本となっており、多客時には続行運転で運行されていた。
  - 蒸気機関車（6機）：H2/3 1I-6号機（本形式）
  - 客車（7両）：BC　1-4形（2等/3等客車）、BC 11-12形（2等/3等オープン客車）、BF 21形（2等/荷物客車）
  - 貨車（2両）：M 1-2形（無蓋車）
- その後の輸送量の増加に伴い、ケーブルカーを経由せず、スイス国鉄のローザンヌ - ブリーク線のほか、モントルー・オーベルラン・ベルノワ鉄道[12]とも接続する観光地であるモントルーとロシェ・ド・ネー山を直接鉄道結ぶことが計画され、モントルー-グリオン鉄道が開業したが、この鉄道はグリオン-ロシェ・ド・ネー鉄道とケーブルカーが接続していたグリオンに至る全長2.73km、標高395-689m、最急勾配130パーミルの山岳路線である。ラック方式はラックレールが2条のアプト式で、歯先レール面上高のみグリオン-ロシェ・ド・ネー鉄道と若干異なる53mmとなっているが、両鉄道は客車の直通が可能となっており、モントルー-グリオン鉄道の客車は当時非電化であったグリオン-ロシェ・ド・ネー鉄道での運用に備え、車内外の電灯用の蓄電池を搭載していたが、本形式は引き続きグリオン-ロシェ・ド・ネー鉄道で運行されていた。
- 1938年のグリオン-ロシェ・ド・ネー鉄道の電化により、同鉄道とモントルー-グリオン鉄道はBhe2/4形ラック式電車により一体として運行されるようになり、本形式はH2/3 2、3、5号機が廃車となり、事業用として残されていたH2/3 1I、4、6号機も1956年にかけて順次廃車となっている。なお、3機がスイス南部のモンテ・ ゼネロッソ鉄道に譲渡され、うち旧H2/3 4号機であるモンテ・ゼネロッソ鉄道H2/3 7号機は1962年にブリエンツ・ロートホルン鉄道に再度譲渡されて、H2/3 1II号機となっている。各機体の廃車年および廃車後の状況は以下の通り。
  - 1I - 1956年 - モンテ・ゼネロッソ鉄道鉄道へ譲渡、H2/3 9号機、後にH2/3 1号機に改番
  - 2 - 1938年 - 解体
  - 3 - 1938年 - 解体
  - 4 - 1941年 - モンテ・ゼネロッソ鉄道鉄道へ譲渡、H2/3 7号機、その後1962年にブリエンツ・ロートホルン鉄道へ譲渡、H2/3 1II号機[13]となる
  - 5 - 1938年 - 解体
  - 6 - 1942年 - モンテ・ゼネロッソ鉄道鉄道へ譲渡、H2/3 8号機
- その後1980-2000年代にかけてのスイス国内の私鉄再編の流れの中で、1987年にグリオン-ロシェ・ド・ネー鉄道およびモントルー - グリオン鉄道 は統合してモントルー-グリオン-ロシェ・ド・ネー鉄道[14]となり、1992年にはグリオンで接続しているテリテ-グリオン鋼索鉄道と統合してモントルー-テリテ-グリオン-ロシェ・ド・ネー鉄道[15]となっているが、さらに2001年には同社やモントルー-ヴヴェ-リヴィエラ交通[16]などこの地方の公共交通4社が統合してモントルー-ヴヴェ-リヴィエラ交通となっている。

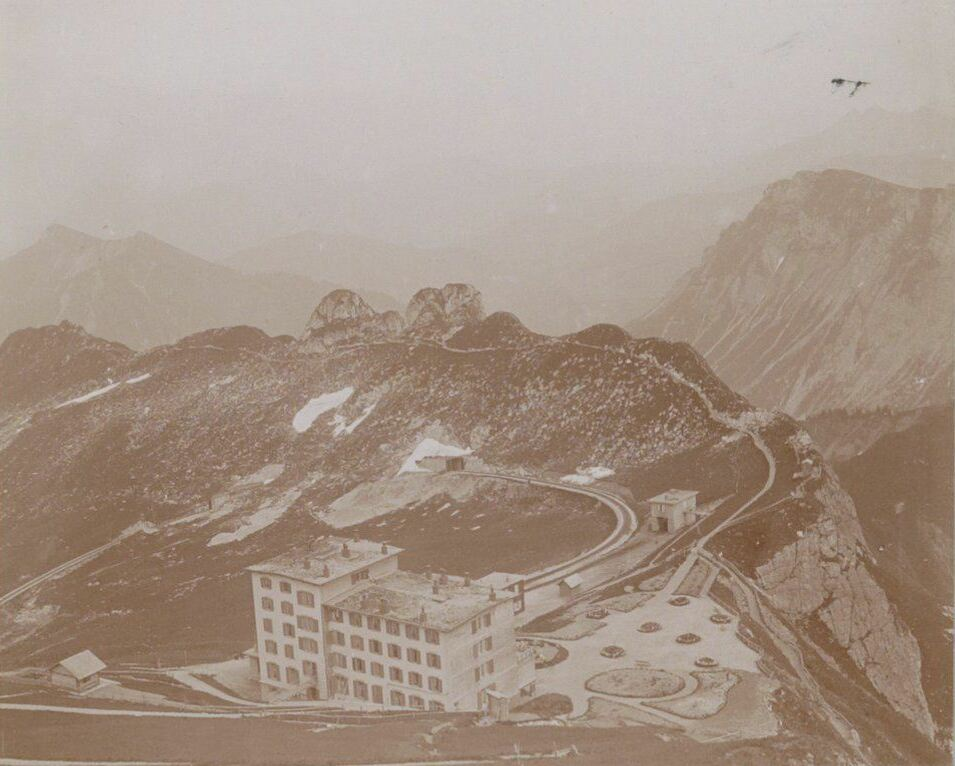
終点のロシェ・ド・ネー駅およびロシェ・ド・ネー・グランドホテル、1905-10年頃
コー駅手前を走行するH2/3 1I号機が牽引する旅客列車、1905年頃
Crêt-d'y-Bau駅に停車するH2/3 1I-6形が牽引する列車、1905年頃

## 同型機
SLM製のII/3 H形第1シリーズは、下表のとおり、モンテ・ゼネロッソ鉄道以降計6鉄道に導入されており、いずれもラック方式や連結器等の違いはあるものの基本的にはほぼ同一の機体となっているが、モン・ルヴァール鉄道の機体のみ軌間が1000mmとなっている。なお、一部の鉄道間においては廃車となった機体の譲受が行われており、現在でもブリエンツ・ロートホルン鉄道において一部の機体が稼働している。
| 所属                          | 開業年 | 形式 | 機番 | SLM製番                 | 製造年    | ラック方式     | ピニオン径 | 支持輪径 | ボイラー伝熱面積 | シリンダ径×行程 | 牽引力 | 自重  |
| ----------------------------- | ------ | ---- | ---- | ----------------------- | --------- | -------------- | ---------- | -------- | ---------------- | --------------- | ------ | ----- |
| モンテ・ゼネロッソ鉄道        | 1890年 | H2/3 | 1I-6 | 603-                    | 1890年    | アプト         | 573mm      | 653mm    | 32.2m2           | 300×550mm       | 5500kg | 14.5t |
| ブリエンツ・ロートホルン鉄道  | 1892年 | H2/3 | 1I-4 | 688-689/719-720         | 1891-92年 | アプト         | 573mm      | 653mm    | 36.5m2           | 300×550mm       | 6500kg | 16.6t |
| グリオン-ロシェ・ド・ネー鉄道 | 1892年 | H2/3 | 1-6  | 693-694/721-724         | 1891-92年 | アプト         | 573mm      | 653mm    | 36.5m2           | 300×550mm       | 6500kg | 16.0t |
| ヴェンゲルンアルプ鉄道        | 1893年 | H2/3 | 1-8  | 690-691/713/750/802-805 | 1891-93年 | リッゲンバッハ | 573mm      | 672mm    | 36.5m2           | 300×550mm       | 6500kg | 16.5t |
| シーニゲ・プラッテ鉄道        | 1893年 | H2/3 | 1-5  | 692/749/800-801/881-882 | 1891-94年 | リッゲンバッハ | 573mm      | 672mm    | 36.5m2           | 300×550mm       | 6500kg | 16.5t |
| モン・ルヴァール鉄道          | 1892年 |      | 1-8  | 711-712/743-748         | 1892年    | アブト         | 520mm      | 653mm    | 37.2m2           | 300×550mm       | 7700kg | 15.1t |

1. ↑  この他に1941/42/56年にグリオン-ロシェ・ド・ネー鉄道H2/3 1-6形の4、6号機およびH2/3 7-8形の8号機を購入してH2/3 7、8および1II号機として編入
2. ↑  この他に1963年にモンテ・ゼネロッソ鉄道経由でグリオン-ロシェ・ド・ネー鉄道H2/3 4号機を購入してH2/3 1II号機として編入、1912年にヴェンゲルンアルプ鉄道のH2/3 1号機を購入してH2/3 5号機として編入
3. ↑  H2/3 2-5号機は1935-36年に過熱装置を装備して43.5m2となる
4. ↑  H2/3 2および4-6号機は1912-16年に過熱装置を装備して全伝熱面積が変更となる
5. ↑  実際には製造番号748の8号機予定機はモン・ルヴァール鉄道では使用されずゴルナーグラート鉄道（Gornergratbahn（GGB））建設に使用された後にスペインのモンセラット登山鉄道（Cremallera de Montserrat）の6号機となっている

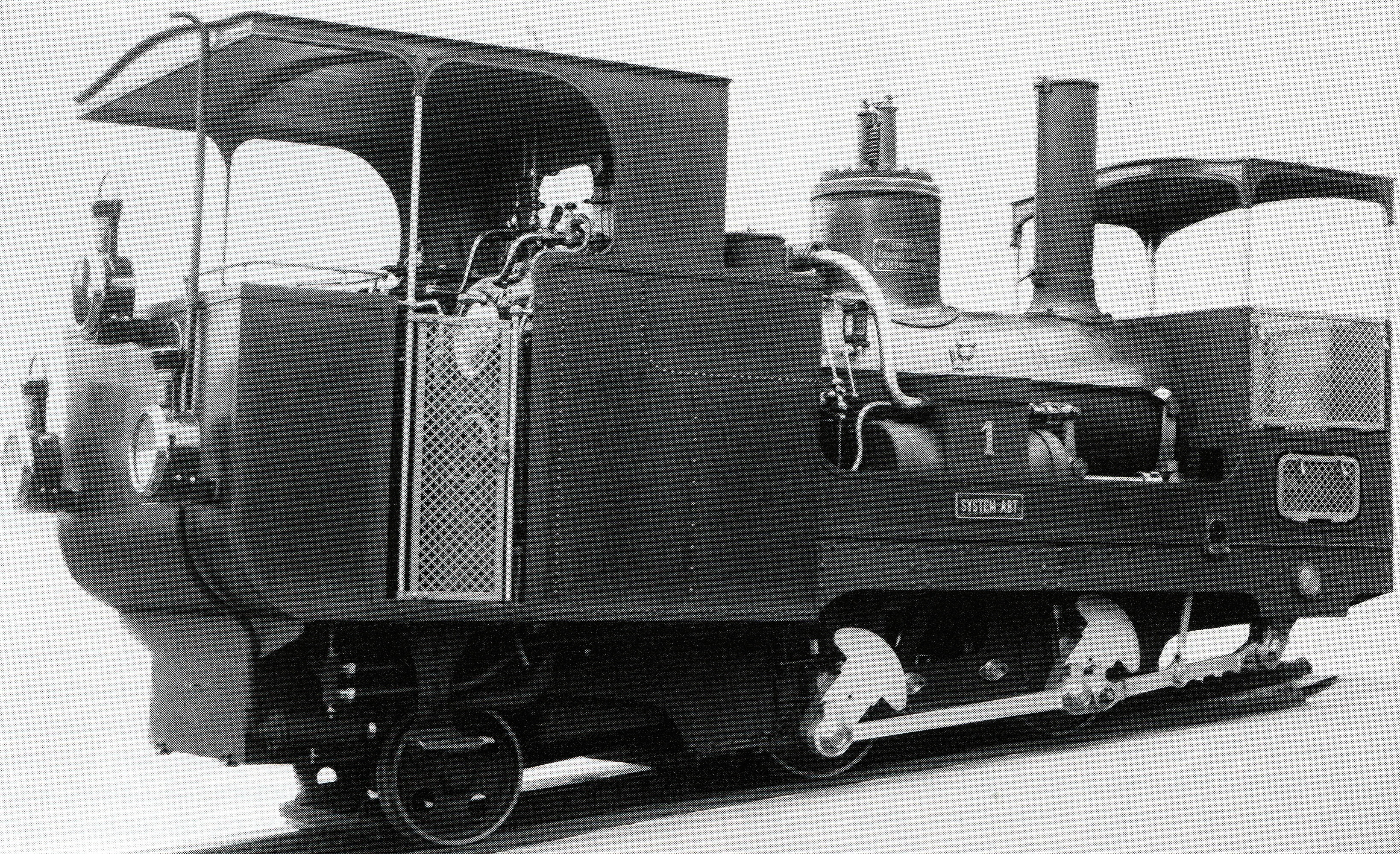
II/3 H形第1シリーズの原型となったモンテ・ゼネロッソ鉄道のH2/3 1号機
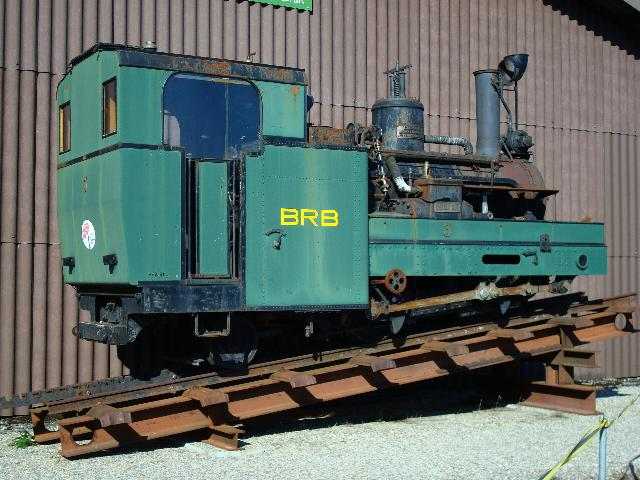
ブリエンツ・ロートホルン鉄道のH2/3 3号機
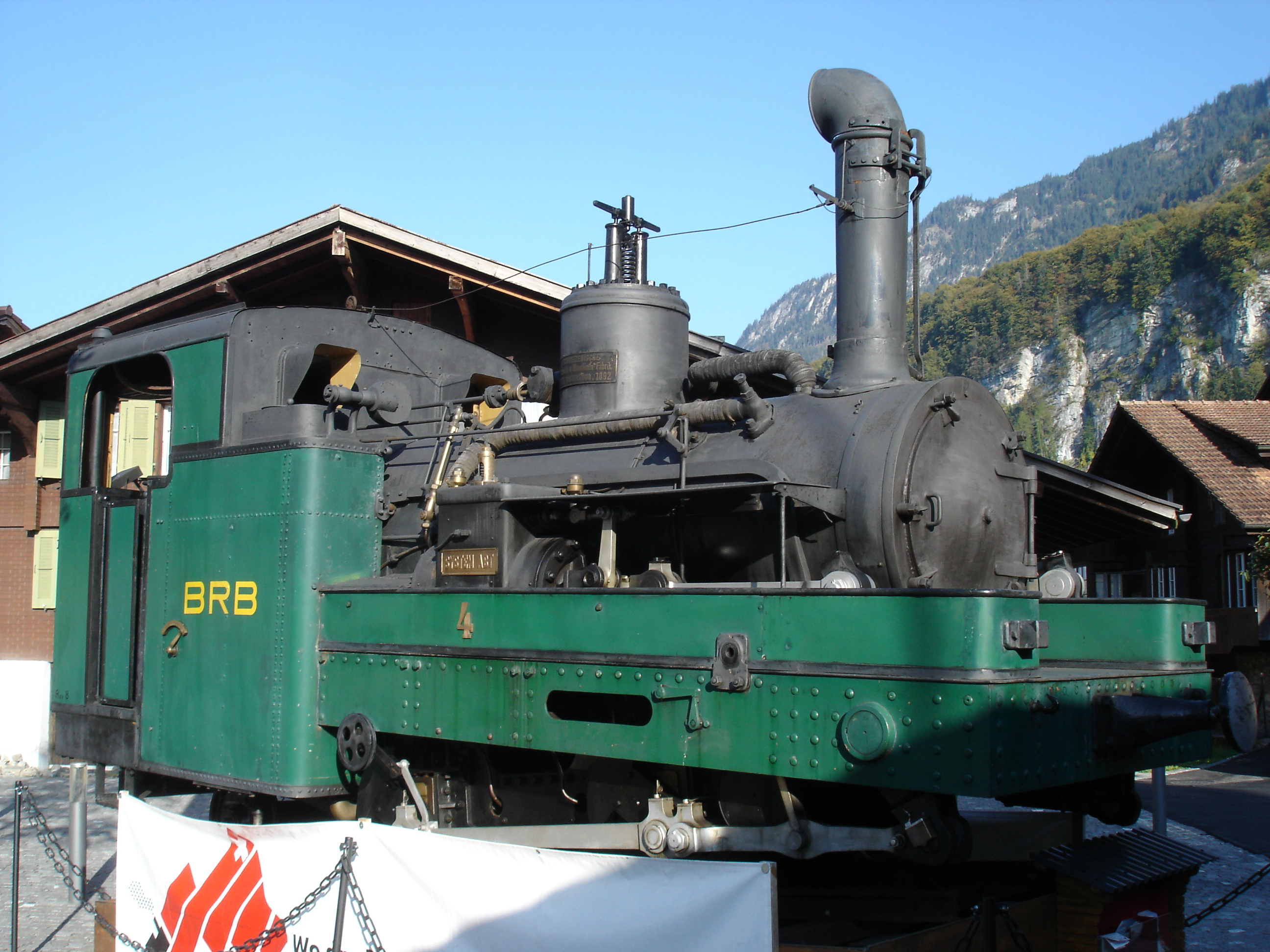
ブリエンツ・ロートホルン鉄道のH2/3 4号機
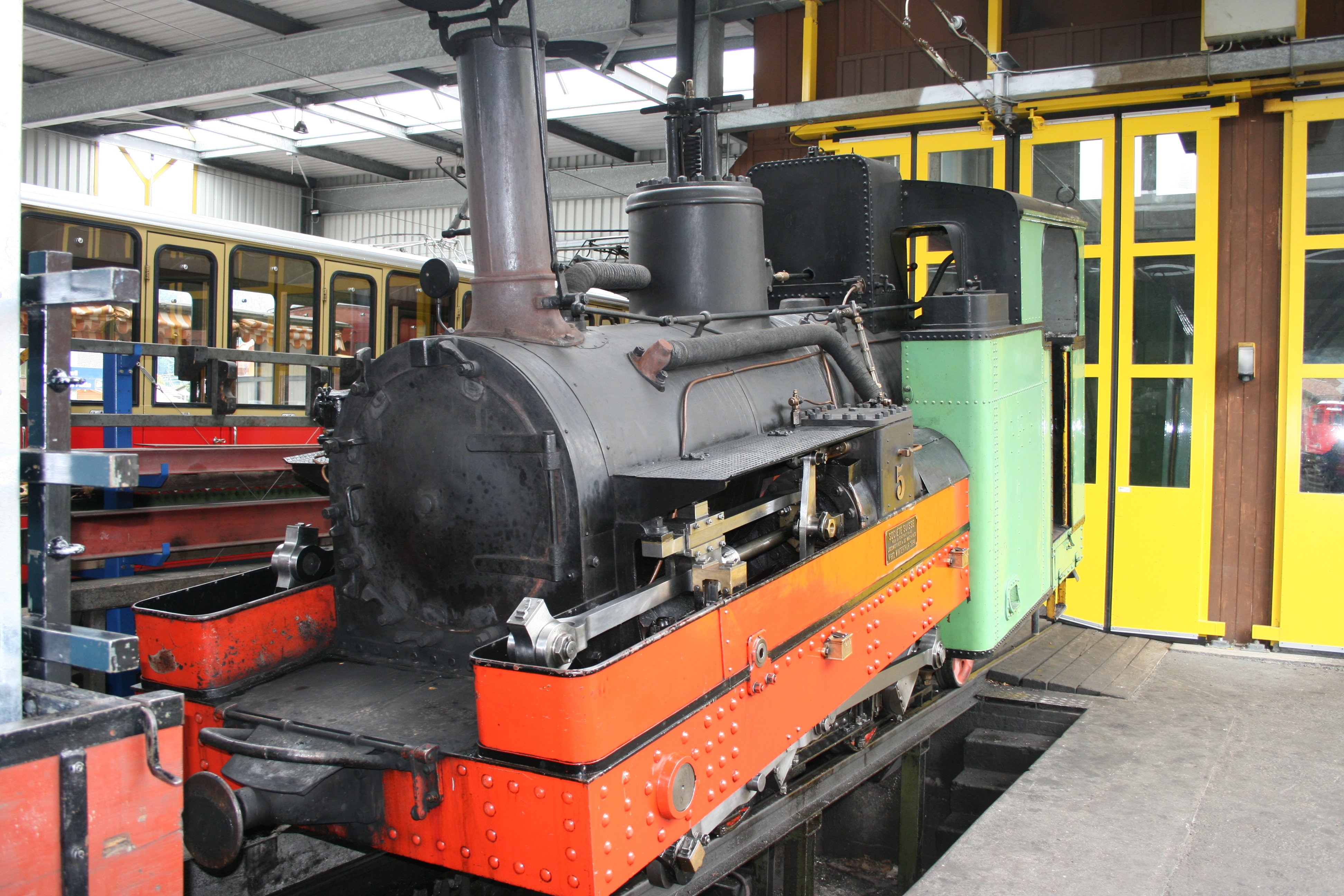
シーニゲ・プラッテ鉄道のH2/3 1号機
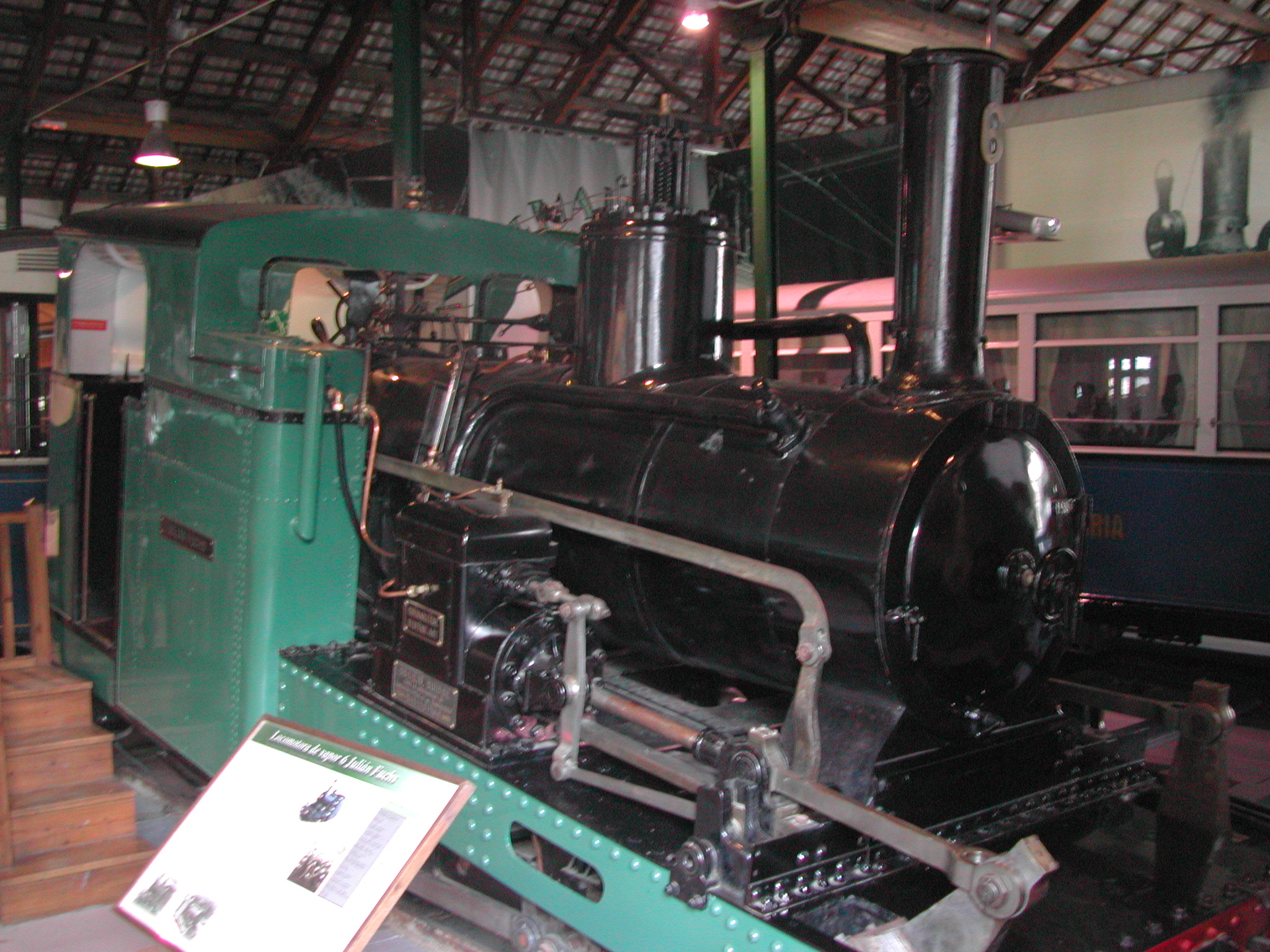
モン・ルヴァール鉄道の8号機として製造されたモンセラット登山鉄道6号機
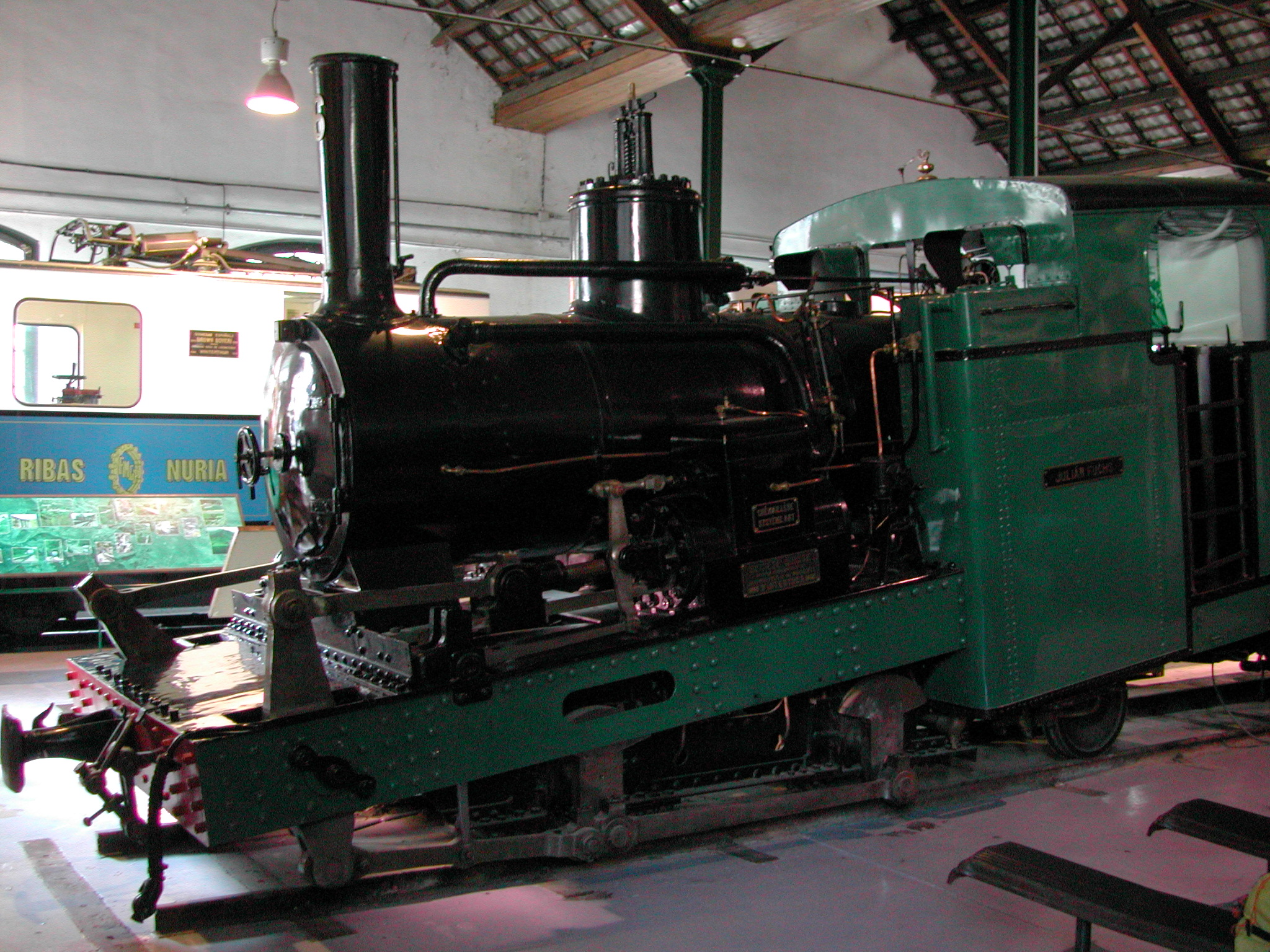
同じくモン・ルヴァール鉄道8号機として製造されたモンセラット登山鉄道6号機